# Occupation franconienne

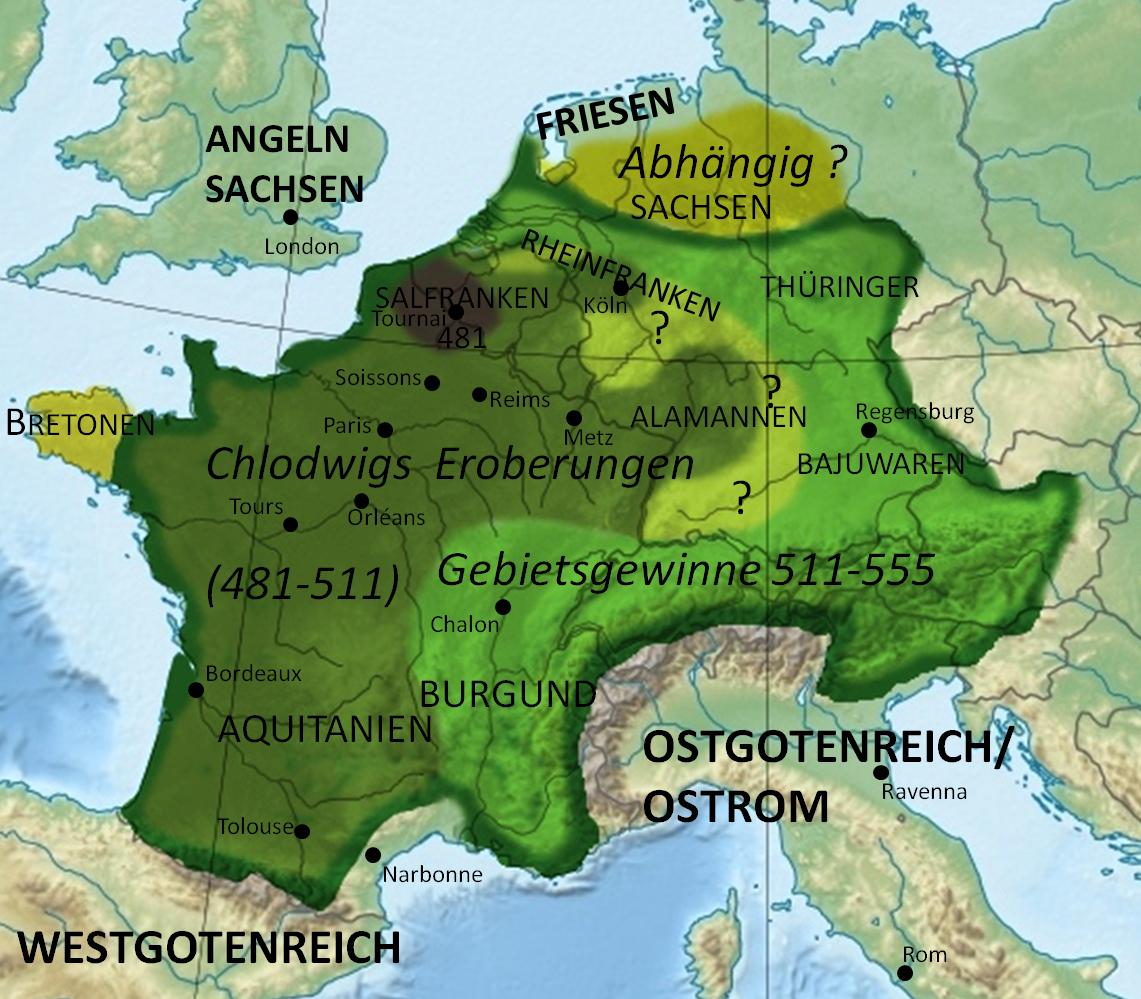
L’expansion des premiers Mérovingiens de 481 à 555.

Dans l'historiographie, l'occupation franconienne (en allemand : fränkische Landnahme) se réfère à la colonisation des régions de l'Allemagne actuelle (principalement dans la région Rhin-Main-Danube) par les Francs entre le Ve et le VIIIe siècle. Pour cette région, cela marque la fin des Invasions barbares, car des systèmes politiquement et socialement stables se forment à nouveau dans la construction de ce grand empire.
Au début de cette prise de terre se trouve la victoire de mérovingien Clovis Ier sur les Alamans vers l'an 496 (bataille de Tolbiac).
La règne franconienne s'étendait vers l'est avec l'occupation; l'empire franconien se divisait alors en Neustrie (Franconie Ouest dont la plupart s'identifie à la France actuelle), en Austrasie (Franconie Est qui englobe une grande partie de l'Allemagne actuelle, mais initialement sans la Saxe et la Bavière/Autriche mais avec l'Alsace-Lorraine) et la Bourgogne qui s'attachait cependant constamment à préserver son indépendance.
Les tombes en rangée et les fondations de nombreux villages y associées avec les terminaisons -heim, -hausen/-husen, -rod, -ingen et -weiler/-wiler sont caractéristiques de l'occupation des terres franconiennes. Après 780 il n'y a plus de fondations nouvelles avec ces suffixes. Même les tombes en rangée ne sont plus occupées. On peut supposer que les enterrements ont été transférés dans les églises des lieux concernés. 